# Nuoto ai campionati mondiali di nuoto 2017 - 100 metri dorso femminili
La gara di nuoto dei 100 metri dorso femminili dei campionati mondiali di nuoto 2017 è stata disputata il 24 luglio e il 25 luglio presso la Duna Aréna di Budapest. Vi hanno preso parte 59 atlete provenienti da 52 nazioni.
La competizione è stata vinta dalla nuotatrice canadese Kylie Jacqueline Masse, mentre l'argento e il bronzo sono andati rispettivamente alla statunitense Kathleen Baker e all'australiana Emily Seebohm.

## Medaglie
| Posizione | Atleta                 | Nazionalità |
| --------- | ---------------------- | ----------- |
| Oro       | Kylie Jacqueline Masse | Canada      |
| Argento   | Kathleen Baker         | Stati Uniti |
| Bronzo    | Emily Seebohm          | Australia   |

## Programma
| Data           | Ora (UTC+2) | Turno      |
| -------------- | ----------- | ---------- |
| 24 luglio 2017 | 9:30        | Batterie   |
| 24 luglio 2017 | 18:24       | Semifinali |
| 25 luglio 2017 | 18:21       | Finale     |

## Record
Prima della manifestazione il record del mondo e il record dei campionati erano i seguenti.
| Record mondiale       | 58"12 | Gemma Spofforth Gran Bretagna | 28 luglio 2009 Roma, Italia |
| Record dei campionati | 58"12 | Gemma Spofforth Gran Bretagna | 28 luglio 2009 Roma, Italia |

Durante la competizione è stato battuto il seguente record:
| Data      | Evento | Atleta      | Nazione | Tempo | Record                                  |
| --------- | ------ | ----------- | ------- | ----- | --------------------------------------- |
| 25 luglio | Finale | Kylie Masse | Canada  | 58"10 | Record mondiale · Record dei campionati |

## Risultati

### Batterie
| Posizione | Batteria | Corsia | Atleta                     | Nazionalità                   | Tempo   | Note  |
| --------- | -------- | ------ | -------------------------- | ----------------------------- | ------- | ----- |
| 1         | 6        | 4      | Kylie Jacqueline Masse     | Canada                        | 58"62   | Q     |
| 2         | 5        | 4      | Katinka Hosszú             | Ungheria                      | 58"80   | Q, WD |
| 3         | 6        | 5      | Emily Seebohm              | Australia                     | 58"95   | Q     |
| 4         | 4        | 3      | Anastasija Fesikova        | Russia                        | 59.58   | Q     |
| 5         | 4        | 5      | Olivia Smoliga             | Stati Uniti                   | 59"70   | Q     |
| 6         | 4        | 4      | Kathleen Baker             | Stati Uniti                   | 59"76   | Q     |
| 7         | 6        | 6      | Holly Barratt              | Australia                     | 59"87   | Q     |
| 8         | 5        | 3      | Chen Jie                   | Cina                          | 59"88   | Q     |
| 8         | 5        | 6      | Kathleen Dawson            | Gran Bretagna                 | 59"88   | Q     |
| 10        | 4        | 6      | Daria K Ustinova           | Russia                        | 59"90   | Q     |
| 11        | 6        | 3      | Georgia Davies             | Gran Bretagna                 | 1'00"24 | Q     |
| 12        | 5        | 7      | Simona Baumrtová           | Rep. Ceca                     | 1'00"28 | Q     |
| 13        | 4        | 2      | Hilary Caldwell            | Canada                        | 1'00"37 | Q     |
| 14        | 5        | 5      | Fu Yuanhui                 | Cina                          | 1'00"52 | Q     |
| 14        | 4        | 7      | Kira Toussaint             | Paesi Bassi                   | 1'00"52 | Q     |
| 16        | 6        | 2      | Daryna Zevina              | Ucraina                       | 1'00"59 | Q     |
| 17        | 5        | 8      | Mathilde Cini              | Francia                       | 1'00"70 | Q     |
| 18        | 6        | 9      | Theodora Drakou            | Grecia                        | 1'00"88 |       |
| 19        | 3        | 6      | África Zamorano            | Spagna                        | 1'00"89 |       |
| 20        | 4        | 0      | Margherita Panziera        | Italia                        | 1'01"03 |       |
| 21        | 5        | 0      | Im Dasol                   | Corea del Sud                 | 1'01"07 |       |
| 22        | 4        | 8      | Alicja Tchórz              | Polonia                       | 1'01"26 |       |
| 23        | 5        | 1      | Mimosa Jallow              | Finlandia                     | 1'01"33 |       |
| 24        | 3        | 5      | Ida Lindborg               | Svezia                        | 1'01"40 |       |
| 25        | 4        | 1      | Andrea Berrino             | Argentina                     | 1'01"63 |       |
| 26        | 6        | 0      | Gabi Fa'amausili           | Nuova Zelanda                 | 1'01"80 |       |
| 27        | 3        | 0      | Ugnė Mažutaitytė           | Lituania                      | 1'02"02 | RN    |
| 28        | 3        | 4      | Maria González Ramirez     | Messico                       | 1'02"03 |       |
| 29        | 6        | 7      | Katarínaì Listopadová      | Slovacchia                    | 1'02"10 |       |
| 29        | 4        | 9      | Caroline Pilhatsch         | Austria                       | 1'02"10 |       |
| 31        | 5        | 9      | Yin Yan Claudia Lau        | Hong Kong                     | 1'02"23 |       |
| 32        | 3        | 1      | Isabella Arcila Hurtado    | Colombia                      | 1'02"24 |       |
| 32        | 5        | 2      | Béryl Gastaldello          | Francia                       | 1'02"24 |       |
| 34        | 6        | 8      | Ekaterina Avramova         | Turchia                       | 1'02"42 |       |
| 35        | 6        | 1      | Yekaterina Rudenko         | Kazakistan                    | 1'02"51 |       |
| 36        | 2        | 2      | Naomi Ruele                | Botswana                      | 1'02"96 |       |
| 37        | 3        | 3      | Tatiana Salcutan           | Moldavia                      | 1'03"08 |       |
| 38        | 3        | 7      | Gabriela Georgieva         | Bulgaria                      | 1'03"56 |       |
| 39        | 3        | 2      | Kristina Silvia Steina     | Lettonia                      | 1'04"03 |       |
| 40        | 3        | 8      | Kimiko Raheem              | Sri Lanka                     | 1'04"06 |       |
| 41        | 2        | 5      | Signhild Joensen           | Fær Øer                       | 1'04"50 |       |
| 42        | 2        | 3      | Lushavel Stickland         | Samoa                         | 1'04"96 |       |
| 43        | 2        | 6      | Robyn Lee                  | Zimbabwe                      | 1'05"05 |       |
| 44        | 2        | 8      | Carolina Cermelli          | Panama                        | 1'05"50 |       |
| 45        | 3        | 9      | Karen Vilorio              | Honduras                      | 1'05"88 |       |
| 46        | 2        | 7      | Hiba Fahsi                 | Marocco                       | 1'06"08 |       |
| 47        | 2        | 0      | Cheyenne Rova              | Figi                          | 1'07"10 |       |
| 48        | 1        | 4      | Elodie Marion Razafy       | Madagascar                    | 1'07"49 |       |
| 49        | 2        | 4      | Alexus Laird               | Seychelles                    | 1'07"67 |       |
| 50        | 2        | 1      | Lauren Hew                 | Isole Cayman                  | 1'08"38 |       |
| 51        | 1        | 6      | Lea Ricart Martinez        | Andorra                       | 1'08"60 |       |
| 52        | 1        | 2      | Jennifer Rizkallah         | Libano                        | 1'10"36 |       |
| 53        | 1        | 8      | Britheny Joassaint         | Haiti                         | 1'12"12 |       |
| 54        | 1        | 3      | Nooran Ahmed Ali Ba Matraf | Yemen                         | 1'12"38 |       |
| 55        | 1        | 5      | Victoria Chentsova         | Isole Marianne Settentrionali | 1'14"32 |       |
| 56        | 1        | 7      | Yesui Bayar                | Mongolia                      | 1'14"77 |       |
| 57        | 1        | 0      | Robyn Young                | eSwatini                      | 1'16"34 |       |
| 58        | 2        | 9      | Amanda Joy Poppe           | Guam                          | 1'18"24 |       |
| 59        | 1        | 1      | Ammara Pinto               | Malawi                        | 1'20"95 |       |

### Semifinali
| Posizione | Semifinale | Corsia | Atleta                 | Nazionalità   | Tempo   | Note  |
| --------- | ---------- | ------ | ---------------------- | ------------- | ------- | ----- |
| 1         | 2          | 4      | Kylie Jacqueline Masse | Canada        | 58"18   | Q, AM |
| 2         | 1          | 4      | Emily Seebohm          | Australia     | 58"85   | Q     |
| 3         | 2          | 3      | Kathleen Baker         | Stati Uniti   | 59"03   | Q     |
| 4         | 1          | 5      | Olivia Smoliga         | Stati Uniti   | 59"07   | Q     |
| 5         | 2          | 5      | Anastasija Fesikova    | Russia        | 59"26   | Q     |
| 6         | 2          | 7      | Simona Baumrtová       | Rep. Ceca     | 59"65   | Q     |
| 7         | 2          | 2      | Daria K Ustinova       | Russia        | 59"74   | Q     |
| 8         | 1          | 6      | Kathleen Dawson        | Gran Bretagna | 59"82   | Q     |
| 9         | 2          | 6      | Chen Jie               | Cina          | 59"85   |       |
| 10        | 1          | 2      | Georgia Davies         | Gran Bretagna | 59"94   |       |
| 11        | 1          | 3      | Holly Barratt          | Australia     | 59"95   |       |
| 12        | 1          | 7      | Hilary Caldwell        | Canada        | 1'00"29 |       |
| 13        | 1          | 1      | Fu Yuanhui             | Cina          | 1'00"39 |       |
| 14        | 2          | 8      | Daryna Zevina          | Ucraina       | 1'00"40 |       |
| 15        | 1          | 8      | Mathilde Cini          | Francia       | 1'00"44 |       |
| 16        | 2          | 1      | Kira Toussaint         | Paesi Bassi   | 1'00"76 |       |

### Finale
| Posizione | Corsia | Atleta                 | Nazionalità   | Tempo | Note |
| --------- | ------ | ---------------------- | ------------- | ----- | ---- |
|           | 4      | Kylie Jacqueline Masse | Canada        | 58"10 | RM   |
|           | 3      | Kathleen Baker         | Stati Uniti   | 58"58 |      |
|           | 5      | Emily Seebohm          | Australia     | 58"59 |      |
| 4         | 6      | Olivia Smoliga         | Stati Uniti   | 58"77 |      |
| 5         | 2      | Anastasija Fesikova    | Russia        | 58"83 |      |
| 6         | 1      | Daria K Ustinova       | Russia        | 59"50 |      |
| 7         | 7      | Simona Baumrtová       | Rep. Ceca     | 59"71 |      |
| 8         | 8      | Kathleen Dawson        | Gran Bretagna | 59"90 |      |